# Weigensdorf
Weigensdorf ist ein Gemeindeteil des Marktes Schnaittach im Landkreis Nürnberger Land (Mittelfranken, Bayern). Weigensdorf liegt in der Gemarkung Großbellhofen.

## Lage
Der Weiler liegt am Röttenbach, einem rechten Zufluss der Pegnitz, und am Bärenbrunnbach, der dort als linker Zufluss in den Röttenbach mündet. Eine Anliegerstraße führt 100 Meter westlich zu einer Gemeindeverbindungsstraße, die nach Großbellhofen zur Staatsstraße 2236 (1,2 km südlich) bzw. nach Freiröttenbach verläuft (1,8 km nördlich).

## Geschichte
Mit dem Gemeindeedikt wurde Weigensdorf im Jahr 1808 dem Steuerdistrikt Germersberg und der Ruralgemeinde Germersberg zugewiesen. Mit dem Zweiten Gemeindeedikt (1818) kam der Ort zur neu gebildeten Ruralgemeinde Großbellhofen. Im Zuge der Gebietsreform in Bayern wurde Weigensdorf am 1. Juli 1971 nach Schnaittach eingemeindet.